# 營團07系電力動車組

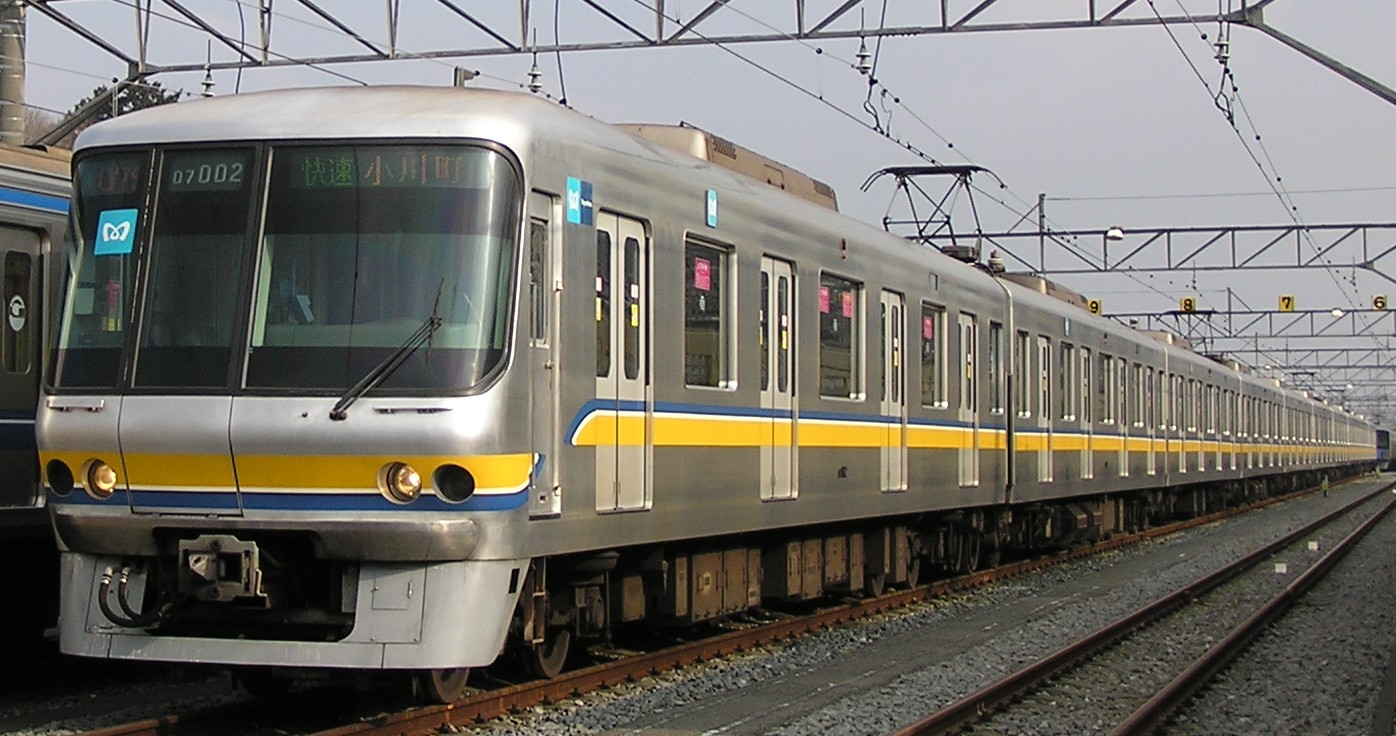
營團07系電車曾在有乐町线上以原涂色行驶

營團07系電力動車組（日语：／ Eidan 07-kei densha */?）是東京地下鐵（前、帝都高速度交通營團）曾經是有樂町線，現在是東西線的通勤形電車，現時有6組列車服役，每組列車10卡編組。

## 概要
1992年有樂町線增加班次，由川崎重工製造2列10卡編組。1994年12月4日小竹向原－新線池袋間的有樂町線（新線）啟用，同時西武有樂町線新櫻台－練馬間支線加密班次，再委託日本車輛製造製造多4列10卡編組。在「Gentle&Mild」概念下，07系承襲了千代田線06系的鋁合金車身設計。
除了行走有樂町線外，它還會乘入西武鐵道池袋線及東武鐵道東上本線。在西武線07系會擔任準急、快速的班次。但是在東武線内只會作各停服務。

## 性能
這輛動車組的最高速度為110km/h，控制裝置為IGBT器件VVVF。主電動機出力205kW×16基、編組MT比例為4M6T、表面上加速度和7000系一樣是3.3km/h/s，齒輪比是非常高的7.79。但是因為電動車比率低，車輪在雨天經常會空轉及打滑。減速度3.5km/h/s（非常有楽町線4.5km/h/s、東西線5.0km/h/s）。

## 車内設備
車内和06系差距不多，看上去較高級。座位的配置為4、6、7、6、4人座位（由前到後）。各車門上也設有和05系列車一樣的一段式LED顯示器，在行駛東京地下鐵區內會一併顯示西武的資訊。他此外，在繁忙時間外，會作英語轉乘資訊廣播，在每日17時27分開車的1647S以後一部分的列車在日文廣播後會加入:
「カーブが多く電車が揺れますので御注意下さい」 (路軌彎位多，電車會較揺晃，還請各位注意。)
一段小廣播。

## 轉配
在2006年至2007年間有樂町線引入10000系電車，所以東京地下鐵決定在2006年秋天，將4列(07-103F～07-106F編成)的07系轉到東西線，作暫時取替5000系用，而且會送到深川工場作改裝。而07系已於2006年11月8日作東西線全車種服務。
- 改裝部分
  - 線色
  - 除障器
  - 空調系統